# Maritza Sayalero
Maritza Sofía Sayalero Fernández (Caracas, 16 de febrero de 1961) es una arquitecta, modelo y exreina de belleza venezolana-mexicana ganadora del concurso de Miss Universo 1979, convirtiéndose en la primera venezolana en ganar el concurso de Miss Universo.

## Biografía
Sayalero nació en el Hospital Universitario, en la Parroquia San Pedro, al este de Caracas. Sus padres son Francisco Sayalero y Gloria Fernández, prima hermana de la actriz y cantante española Sara Montiel (nacida como María Antonia Abad Fernández). Su infancia y adolescencia transcurrieron en la capital venezolana. Estudiaba primer semestre de Arquitectura en la Universidad Central de Venezuela (UCV). 

### Miss Venezuela
En 1979, participó en el concurso de Miss Venezuela, junto a otras 15 participantes, que conformarían el grupo de candidatas de esa edición. La final se realizó el jueves 16 de mayo en el Gran Salón, del Hotel Caracas Hilton, hoy Hotel Alba Caracas. Luego de los tres desfiles de rigor, el jurado calificador eligió a Maritza Sayalero, Miss Departamento Vargas, como ganadora y escogida para representar a Venezuela en el certamen de Miss Universo. Al final llegaron también Tatiana Capote Abdellattiff -Abdel- (representando a Barinas), (primera finalista); María Fernanda Ramírez (Distrito Federal), segunda finalista; Nina Korschunov -Kors- Kondryn (Portuguesa), tercera finalista y Nilza Josefina Moronta Sangronis (Zulia), cuarta finalista.
Al finalizar la transmisión televisiva del certamen, ocurrió una fuerte discusión entre la madre y el hermano de Miss Distrito Federal y los jurados Antonieta Scannone de Núñez y Luis Teófilo Núñez. Los familiares de María Fernanda Ramírez, enardecidos, arañaron a Luis Teófilo Núñez y abofetearon a su esposa.
El programa aún no se había dejado de emitir cuando, varios periodistas y fotógrafos se subieron a la tarima, y la pelea se vio en pantalla. La transmisión fue cortada abruptamente. Marisol Alfonzo no pudo colocarle la capa a la ganadora y Sayalero ha sido la única Miss Venezuela que se vio imposibilitada de hacer su primer desfile, como es tradicional. María Fernanda Ramírez fue descalificada de inmediato. Automáticamente, las restantes candidatas ascendieron en el cuadro final y el título de cuarta finalista se lo adjudicó Nydia Centeno Contreras (Nueva Esparta).

### Miss Universo
Dos meses después, Sayalero acudió al certamen de Miss Universo 1979, escenificado en el Perth Entertainment Centre, en Perth, Australia, el 20 de julio de ese año. Concursaron un total de 75 candidatas, provenientes de diferentes países del mundo. La excelente preparación que tuvo, fue la clave para obtener el triunfo y de esa manera, por primera vez, una venezolana se convertía en la ganadora del máximo cetro de belleza mundial. Por diferencia de husos horarios, el evento se transmitió en Occidente la noche del jueves 19 de julio de 1979.
Durante su reinado viajó por todo el mundo. En 1980, entregó su corona en Seúl, Corea del Sur, a su sucesora, Shawn Nichols Weatherly, Miss Estados Unidos. A finales de ese año, contrajo matrimonio con el tenista mexicano Raúl Ramírez, radicándose desde entonces en la ciudad de Ensenada, Baja California, México. Su hijo es el actor Daniel Ramírez Sayalero.
Sayalero está retirada de la vida pública y regularmente suele ser jurado en concursos de belleza. Sus apariciones más recientes fueron durante los concursos de Miss Venezuela 1998, 2004 (donde recibió un merecido homenaje en honor a sus 25 años de haber sido coronada Miss Universo) y 2005 (donde ejerció como presidenta del jurado calificador).

### Actriz
En 2011 inició grabaciones en Venezuela de una telenovela juvenil llamada La Banda para la cadena Boomerang, en la que participa junto con uno de sus tres hijos, Daniel Ramírez Sayalero. En ella interpreta el papel de madre de su propio hijo de la vida real.